# Bondi Beach Volleyball Centre
Das Bondi Beach Volleyball Centre war ein temporäreres Beachvolleyball-Stadion am Bondi Beach in der australischen Stadt Sydney.
Anlässlich der Olympischen Sommerspiele 2000 wurden neben dem Bondi Beach auch Manly und Coogee als Austragungsort für die Beachvolleyballturniere in Betracht gezogen.
Bereits kurz nach dem Beschluss ein temporäres Stadion am Bondi Beach zu errichten, sorgte bei den Anwohnern für Proteste. Diese waren besorgt über die Auswirkungen auf den Strand und drohten, den Bau zu stören. Zwar gab es zu Baubeginn im März 2000 einige Proteste, jedoch legten diese sich mit der Zeit.
Während der Olympischen Spiele war das Bondi Beach Volleyball Centre im Mittelpunkt der weltweiten Fernsehberichterstattung und eine der bestbesuchten Wettkampfstätten.
Das Bondi Beach Volleyball Centre umfasste ein Hauptspielfeld mit 10.000 Zuschauerplätzen, ein zweites Spielfeld mit 400 Zuschauerplätzen  sowie fünf Aufwärm- und Trainingsplätze.
Bis November 2000 wurden das Stadion wieder vollständig abgebaut.